# Yatesula sabalidis
Yatesula sabalidis är en svampart som först beskrevs av Ellis & Everh., och fick sitt nu gällande namn av Magnes 1997. Yatesula sabalidis ingår i släktet Yatesula och familjen Chaetothyriaceae.   Inga underarter finns listade i Catalogue of Life.